# 貝南粉塵爆炸事件
貝南粉塵爆炸事件發生於非洲貝南2016年9月8日於首都科托努北部郊区廢料廠。
當時海关和司法部门正在共同监督焚毁从海关查获的大量变质面粉，面粉被放入焚烧坑，浇上汽油后点火焚毁。然而在监督人员离开后當地大量貧困百姓數百人湧入爭搶麵粉，激起粉塵發生爆燃，造成近百人死亡、200多人受伤。

## 參看
- 八仙樂園彩色派對火災